# Provincia Florida
La provincia de Florida es una provincia de Bolivia, situada en la región subandina al oeste del departamento de Santa Cruz. La provincia tiene una extensión de 4132 km² y una población de 32 842 habitantes (según el censo INE 2012). Limita al norte con la provincia de Ichilo, al este con la provincia de Andrés Ibáñez, al oeste con la provincia de Manuel María Caballero, al sur con la provincia de Vallegrande y al sureste con la provincia de Cordillera. Su capital provincial es la ciudad de Samaipata. Florida es una de las 3 provincias que forman parte de los denominados valles cruceños junto a las provincias de Vallegrande y Manuel María Caballero.

## Historia
La provincia fue creada al separarla de la provincia de Vallegrande el 15 de diciembre de 1924 mediante una ley promulgada durante la presidencia de Bautista Saavedra. La provincia toma su nombre de la Batalla de La Florida, durante la guerra de la independencia, la cual tomó lugar en la vecina provincia de Cordillera el 25 de mayo de 1814 y culminó con la victoria de las fuerzas independentistas.

## Estructura

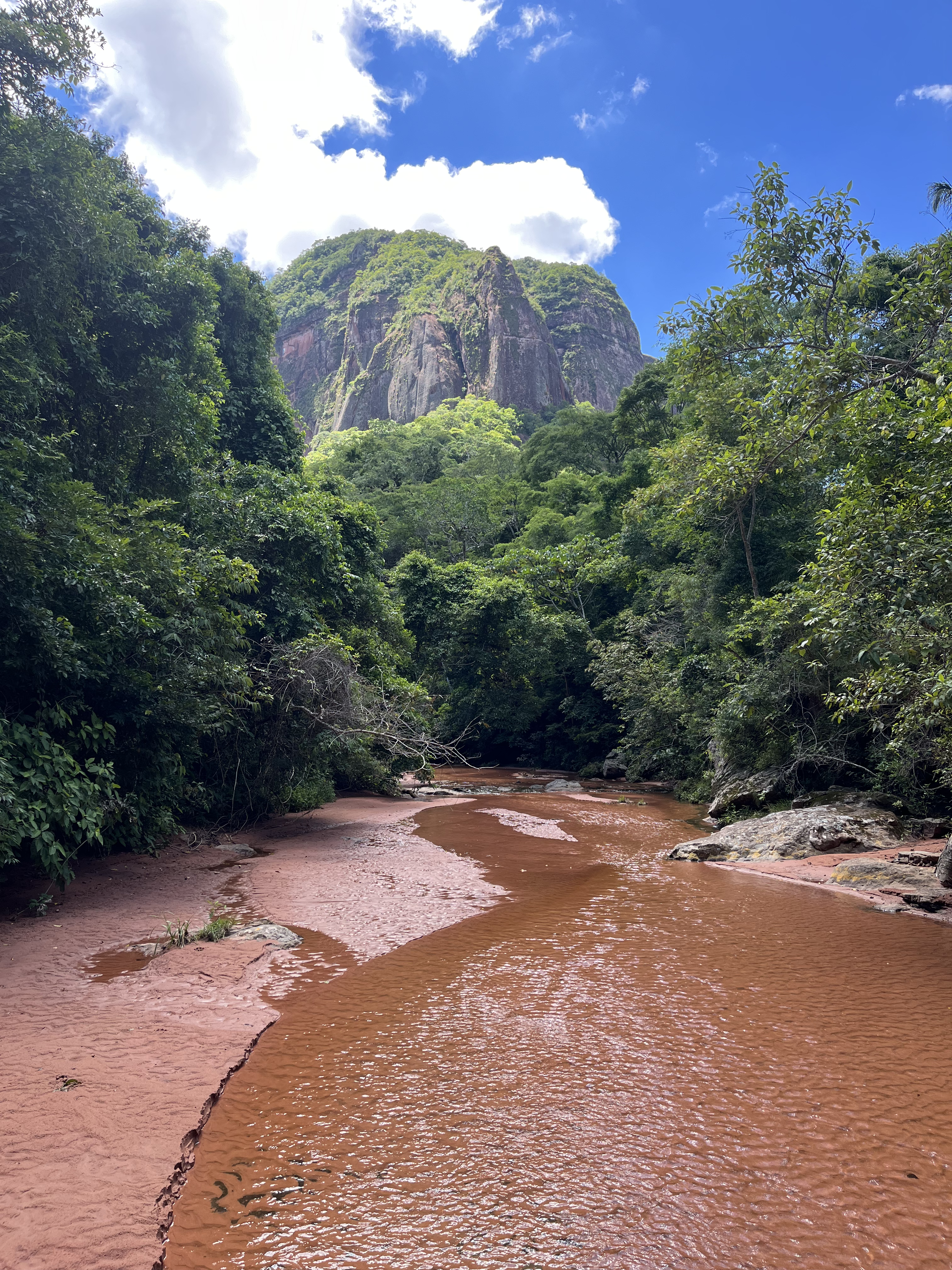
Vista del río Elvira en la serranía de los Volcanes.

La provincia Florida está dividida administrativamente en 4 municipios, los cuales son:
- Samaipata (capital)
- Pampagrande
- Mairana
- Quirusillas

## Demografía
De acuerdo con el censo boliviano de 2024, la población de la provincia de Florida es de 37 291 habitantes.
La población de la provincia ha aumentado en más de la mitad en las últimas tres décadas:
| Año  | Habitantes (localidad) | Fuente     |
| ---- | ---------------------- | ---------- |
| 1992 | 22 750                 | Censo 1992 |
| 2001 | 27 447                 | Censo 2001 |
| 2012 | 32 842                 | Censo 2012 |
| 2024 | 37 291                 | Censo 2024 |